# Jadruhi
 Jadruhi  (olaszul:  Jadruchi ) falu Horvátországban, Isztria megyében. Közigazgatásilag Vižinadához tartozik.

## Fekvése
Az Isztria középső részén, Pazintól 16 km-re északnyugatra, községközpontjától 4 km-re délre, a 21-es számú főút mellett fekszik.

## Története
A településnek 1880-ban 58, 1910-ben 79 lakosa volt. Az első világháború után a rapallói szerződés értelmében Isztria az Olasz Királysághoz került. A második világháború után Jugoszlávia része lett. A település Jugoszlávia felbomlása után 1991-ben a független Horvátország része lett. 2011-ben a falunak 51 lakosa volt. Lakói főként mezőgazdasággal (szőlő-, zöldség- és gyümölcstermesztés) foglalkoznak.

## Nevezetességei
A Gyógyító Boldogasszony tiszteletére szentelt kis temploma a Badernából Vižinada felé menő út mellett áll. 1886-ban építették, oltárképe a Szűzanyát ábrázolja gyermekével. Érdekes a szentsír kialakítása, melyet két csendőr szobra őriz.

## Lakosság
| Lakosság változása | Lakosság változása | Lakosság változása | Lakosság változása | Lakosság változása | Lakosság változása | Lakosság változása | Lakosság változása | Lakosság változása | Lakosság változása | Lakosság változása | Lakosság változása | Lakosság változása | Lakosság változása | Lakosság változása | Lakosság változása |
| ------------------ | ------------------ | ------------------ | ------------------ | ------------------ | ------------------ | ------------------ | ------------------ | ------------------ | ------------------ | ------------------ | ------------------ | ------------------ | ------------------ | ------------------ | ------------------ |
| 1857               | 1869               | 1880               | 1890               | 1900               | 1910               | 1921               | 1931               | 1948               | 1953               | 1961               | 1971               | 1981               | 1991               | 2001               | 2011               |
| 0                  | 0                  | 58                 | 65                 | 72                 | 79                 | 0                  | 0                  | 105                | 101                | 76                 | 61                 | 52                 | 49                 | 56                 | 51                 |